# Chiesa di San Desiderio (Sellero)
La chiesa di San Desiderio sorge a Sellero, nella media Valcamonica.

## Storia e descrizione
La chiesa sorge in una posizione sopraelevata rispetto all'abitato di Sellero, a qualche centinaio di metri di distanza dalla sponda occidentale del fiume Oglio.
La fondazione risale ad un periodo compreso tra il XI e l'XII secolo, ma subì varie trasformazioni architettoniche lungo i secoli. Sebbene infatti la facciata sia tipicamente romanica, il campanile è invece del XV secolo. La chiesa fu elevata a parrocchia di Sellero fino al Settecento
All'interno, che è a navata unica, sono conservati affreschi risalenti al XV secolo di Giovanni Pietro da Cemmo e Giovanni da Volpino.